# Lepidepecreum gurjanovae
Lepidepecreum gurjanovae är en kräftdjursart som beskrevs av Hurley 1963. Lepidepecreum gurjanovae ingår i släktet Lepidepecreum och familjen Lysianassidae. Inga underarter finns listade i Catalogue of Life.